# Оттон I (герцог Швабії)
Оттон I (нім. Otto I von Schwaben, 954 — 31 жовтня 982) — герцог Швабії у 973—982 роках, герцог Баварії у 976—982 роках.

## Життєпис
Походив з династії Людольфінгів. Син Людольфа, герцога Швабії, та Іди (доньки Германа I, герцога Швабії). Народився у 954 році. У 957 році під час італійського походу помер батько Оттона. Дитинство провів при дворі свого діда імператора Оттона I.
У 973 році після смерті свого стриєчного брата Бурхарда III, герцога Швабії, його стрийко Оттон II, імператор Священної Римської імперії, призначив новим герцогом Швабським.
У 976 році після придушення повстання Генріха II, герцога Баварії, Оттону I передано також це герцогство. Таким чином став одним з наймогутніших володарів південної Німеччини. У 977—978 роках брав участь у «Війні трьох Генріхів» на боці імператора проти Генріха Баварського, Генріха, герцога Каринтії та Генріха, єпископа Аусбурга.
У 980 році брав участь в поході імператора Оттона II проти арабських баз та візантійських володінь на півдні Італії. Після поразки імператорського війська у битві при Кротоні 982 року, отримав доручення зібрати нові війська, але помер від хвороби у місті Лукка. Поховано в Ашаффенбурзі.